# Maserati 8CM
Maserati 8CM je Maseratijev dirkalnik, ki je bil v uporabi med sezonama sezone 1933 in sezone 1935, privatniki pa so ga uporabljali vse do sezone 1946, trikrat je nastopil tudi na neprvenstveni dirki Formule 1 za Veliko nagrado Nove Zelandije, med sezonama 1954 in 1956.
Maserati 8CM je bil eden najbolj razširjenih dirkalnikov pred drugo svetovno vojno, saj je kar enainšestdeset dirkačev z njim nastopilo na 257-ih dirkah, na katerih so dosegli sedem zmag, 31 uvrstitev na stopničke in 119 uvrstitev. Prvo zmago je z dirkalnikom 8CM dosegel Tazio Nuvolari na dirki Coppa Ciano v sezoni 1933, v sezoni 1934 sta po dve zmagi dosegla Willard Straight na dirkah Donnington Park Trophy in Mountain Championship ter Benoit Falchetto na dirkah za Veliko nagrado Pikardije in Grand Prix de l´U.M.F., eno zmago pa je dosegel Philippe Etançelin na dirki za Veliko nagrado Dieppa. Zadnjo zmago pa je dosegel Princ Bira na dirki Campbell Trophy v sezoni 1937.